# Unter den Linden

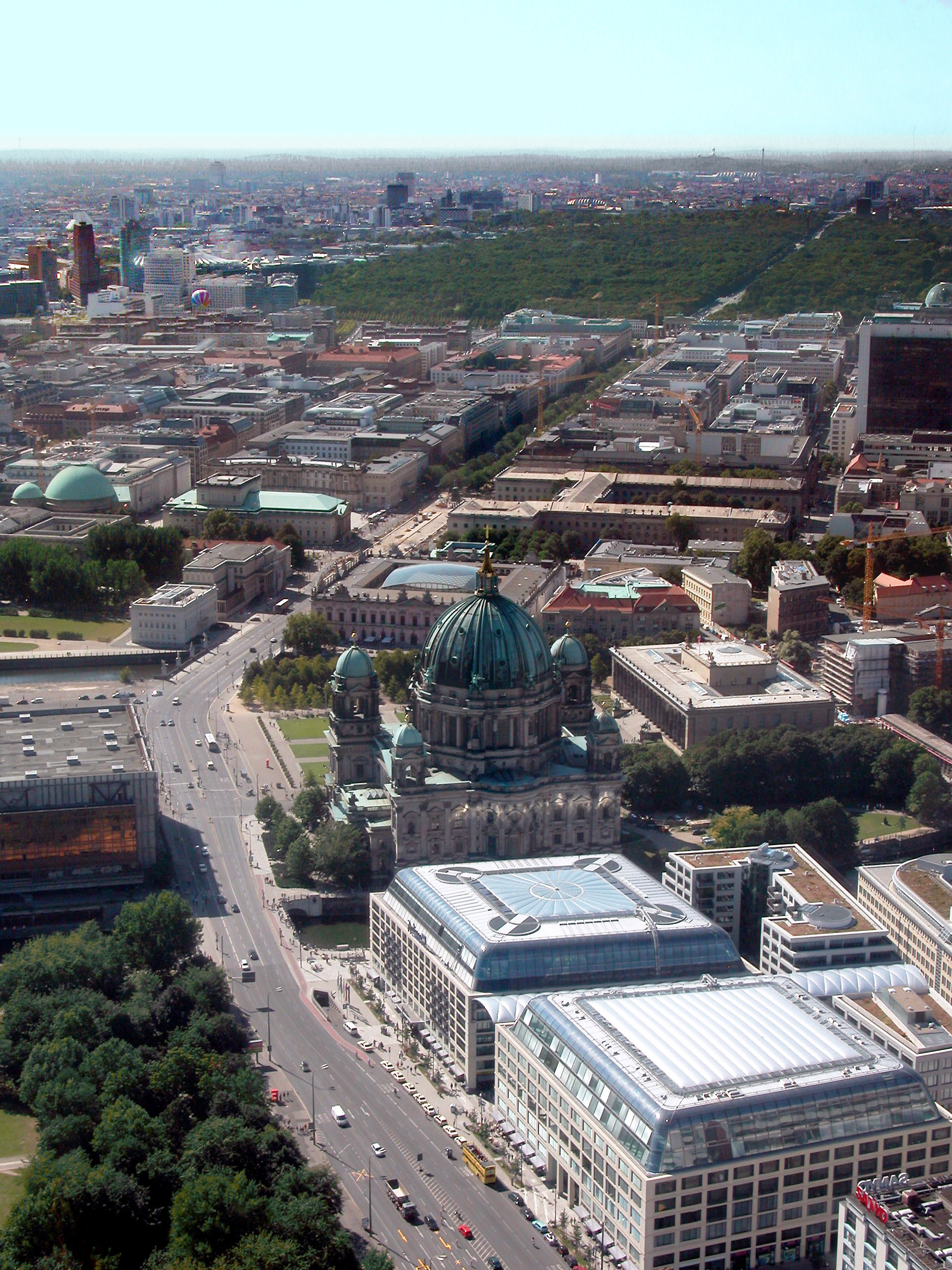
Vista aérea da avenida Unter den Linden

Unter den Linden (em alemão: Sob as tílias) é a avenida principal de Berlim, com as construções famosas portão de Brandemburgo, a Ópera Estatal, a embaixada Russa, o museu histórico, a Universidade Humboldt ou o Palast der Republik (demolido em 2009), entre outras.
Esta ampla avenida começa na Pariser Platz, no lado oeste da Porta de Brandemburgo, onde se encontram a Academia de Artes (Akademie der Künste), o famoso Hotel Adlon e as embaixadas da Hungria, Rússia e França. Desta praça percorre 1,5 km para leste até à Bebelplatz - com a estátua equestre de Frederico II da Prússia - onde é ladeada pela Universidade Humboldt de Berlim e pelo Museu Histórico Alemão (Deutsches Historisches Museum) na antiga Zeughaus, finalizando na ponte do castelo (Schlossbrücke), a qual serve de união com a Ilha dos Museus e liga ao centro do leste de Berlim.